# Kunstwissenschaftlicher Dienst
Kunstwissenschaftlicher Dienst bezeichnet in Deutschland eine Gruppe von Laufbahnen für Beamte, die verwandte Vor- und Ausbildungen voraussetzen. Das Aufgabenspektrum umfasst vor allem Dienstgeschäfte, die ein kunstwissenschaftliches Studium oder eine entsprechende Berufsausbildung voraussetzen.

## Allgemeines
Im Bund können Laufbahnen des kunstwissenschaftlichen Dienstes grundsätzlich in allen vier Laufbahngruppen eingerichtet werden (§ 6 Abs. 2 BLV). Tatsächlich bestehen nur zwei Laufbahnen:
- gehobener kunstwissenschaftlicher Dienst
- höherer kunstwissenschaftlicher Dienst

Mit Inkrafttreten der neuen Bundeslaufbahnverordnung (BLV) im Jahr 2009 laufen die Laufbahnen besonderer Fachrichtung auf Bundesebene aus. Die Laufbahn des höheren kunsthistorischen und des höheren musikwissenschaftlichen Dienstes wurden in die Laufbahn des höheren kunstwissenschaftlichen Dienstes überführt (Anlage 4 BLV).

## Laufbahnbefähigung
Die Laufbahnbefähigung für eine Laufbahn des kunstwissenschaftlichen Diensten wird in der Regel durch Anerkennung erlangt. Auf Bundesebene ist kein fachspezifischer Vorbereitungsdienst (Laufbahnausbildung) eingerichtet (Anlage 2 BLV). 
Zur Anerkennung der Laufbahnbefähigung für eine Laufbahn des kunstwissenschaftlichen Dienstes ist grundsätzlich ein fachlich entsprechendes Studium der Fächergruppe 09 „Kunst, Kunstwissenschaft“ gemäß der Hochschulstatistik des Statistischen Bundesamtes oder eine entsprechende Berufsausbildung erforderlich. Dazu zählen die Studienfächer Angewandte Kunst, Baukunst (Architektur an Kunsthochschulen), Bildende Kunst/Graphik, Bildhauerei/Plastik, Bühnenbild, Bühnentanz, Darstellende Kunst/Bühnenkunst/Regie, Dirigieren, Druck- und Reproduktionstechnik, Edelstein- und Schmuckdesign, Film und Fernsehen, Gesang, Graphikdesign/Kommunikationsgestaltung, Industriedesign/Produktgestaltung, Innenarchitektur, Jazz- und Popularmusik, Kapellmeister, Kirchenmusik, Komposition und Kunsterziehung (Anlage 2 der AVwV zur BLV). 
Neben dem fachspezifischen Studium ist für die Anerkennung der Laufbahnbefähigung eine hauptberufliche Tätigkeiten erforderlich, die nach Art und Schwierigkeit mindestens der Tätigkeit in einem Amt der betreffenden Laufbahn entspricht.

## Weitere Laufbahnarten
Die Anzahl der früher auf Bundesebene bestehenden Laufbahnen wurde durch die neue Bundeslaufbahnverordnung aus dem Jahr 2009 von etwa 125 auf maximal acht Laufbahnen je Laufbahngruppe (höchstens 32) reduziert. Neben dem kunstwissenschaftlichen Dienst können im Bund in den Laufbahngruppen folgende Laufbahnen eingerichtet werden (§ 6 Abs. 2 BLV):
- nichttechnischer Verwaltungsdienst,
- technischer Verwaltungsdienst,
- sprach- und kulturwissenschaftlicher Dienst,
- naturwissenschaftlicher Dienst,
- agrar-, forst- und ernährungswissenschaftlicher sowie tierärztlicher Dienst,
- ärztlicher und gesundheitswissenschaftlicher Dienst,
- sportwissenschaftlicher Dienst.